# Ultimul pistolar din Cross Creek
Ultimul pistolar din Cross Creek (titlul original: în engleză The Fastest Gun Alive) este un film western american, realizat în 1956 de regizorul Russell Rouse, după romanul „The Last Notch” al scriitorului Frank D. Gilroy, protagoniști fiind actorii Glenn Ford, Jeanne Crain, Broderick Crawford și Russ Tamblyn.

## Rezumat
Winnie Harold rătăcește prin Vestul Mijlociu așteptând ca cineva să-i provoace reputația de cel mai rapid trăgător. Dacă cineva are curajul să-l înfrunte, el își apără reputația. Winnie a fost un om pașnic, dar din momentul în care soția lui a fugit cu un pistolar, are o comportare ciudată. Într-o zi vine la Cross Creek. Aici locuiește un bărbat cu alte ciudățenii, George Temple, proprietarul farmaciei, care suferă de depresie care uneori izbucnește în excese teribile de furie.
În timpul uneia dintre aceste crize, el se îmbată până la nebunie și apoi pretinde că este cel mai rapid trăgător din vest. O dovedește chiar și cu un revolver pe care l-a ascuns anterior și care are șase crestături pe mâner. Ciudățenia lui George vine din faptul că nu a răzbunat niciodată uciderea tatălui său, care a fost șerif. El a fost de fapt cel mai rapid pistolar din Vestul Sălbatic, dar s-a săturat de acea viață și a vrut să ducă în sfârșit o viață complet normală, pașnică, fără a fi recunoscut. A jurat solemn să nu-și mai folosească arma și a dus o viață confortabilă ca om de afaceri. Dar după ce dezvăluie în beție că este cel mai rapid, trecutul îl ajunge din nou din urmă și, pe cât regretă acum totul și pe cât blestemă arma, trebuie să concureze împotriva lui Winnie, care a venit la Cross Creek pentru că auzise că aici este un trăgător mai bun decât el însuși. La început, George este protejat de concetățenii săi, dar când Winnie amenință că va da foc întregului oraș dacă nu se prezintă la duel, ei se răzgândesc și îl presează masiv pe George pentru a face față duelului. Sub această presiune, George își încalcă jurământul, își pune centura cu pistolul, urmează o confruntare palpiantă și se trag multe focuri.
Schimbare bruscă de peisaj. Se poate vedea piatra funerară a lui George Temple, de parcă ar fi pierdut duelul. Dar apoi camera se îndreaptă spre George Temple, care stă în fața propriului mormânt și știm acum că a murit oficial, nu va mai fi căutat niciodată de pistolari ambițioși care vor să fie mai rapizi decât cel mai rapid trăgător. Prin urmare, poate trăi viața normală pe care și-a dorit-o întotdeauna atât de mult alături de familia lui.

## Distribuție
- Glenn Ford – George Temple
- Jeanne Crain – Dora Temple
- Broderick Crawford – Vinnie Harold
- Russ Tamblyn – Eric Doolittle
- Allyn Joslyn – Harvey Maxwell
- Leif Erickson – Lou Glover
- John Dehner – Taylor Swope
- Noah Beery Jr. – Dink Wells
- J. M. Kerrigan – Kevin McGovern
- Rhys Williams – Brian Tibbs
- Virginia Gregg – Rose Tibbs
- Chubby Johnson – Frank Stringer
- John Doucette – Ben Buddy
- William Phillips – Lars Toomey
- Chris Olsen – Bobby Tibbs
- Paul Birch – Sheriff Bill Toledo
- Florenz Ames – Joe Fenwick
- Joseph Sweeney – reverendul
- Glenn Strange – șeriful din Silver Rapids
- Kermit Maynard – deputatul din Silver Rapids
- Dub Taylor – Nolan Brown
- Kenneth MacDonald – Roebel
- Louis Jean Heydt – Myron Spink
- John Dierkes – Walter Hutchins
- Addison Richards – Doc Jennings
- Walter Coy – Clint Fallon
- Jeri Weil – Linda Hutchins
- Buddy Roosevelt – Barfly
- Walter Baldwin – orbul care avertizează